# Alex Ottiano
Alexander Robert Ottiano (* 4. února 1976 Providence) je bývalý americký zápasník – judista a grappler.

## Sportovní kariéra
Pochází ze sportovní rodiny. Od mala se věnoval zápasení (judo, americký školní zápas) společně se starší sestrou Jennifer. Na rozdíl od své sestry nepatřil mezi přední zápasníky (volnostylaře) své generace a tak se po skončení střední školy Windham High specializoval na judo pod vedením Jima Hrbka. V americké mužské judistické reprezentaci se prosadil v roce 1997 v pololehké váze do 66 kg. V roce 2000 se kvalifikoval na olympijské hry v Sydney, kde prohrál ve druhém kole na body (juko) se Španělem Kiyoshi Uematsuem.
Od roku 2001 se připravoval v tréninkové skupině Jima Pedra společně s jeho synem Jimmy Pedrem, se kterým se znal z působení v zápasnickém týmu Brownovy univerzity. V roce 2004 uspěl napodruhé v americké olympijské kvalifikaci a startoval na olympijských hrách v Athénách, kde prohrál v úvodním kole na body (juko) s ruským Dagestáncem Magomedem Džafarovem. Sportovní kariéru ukončil v roce 2006.

## Výsledky
| Turnaj                  | 1997           | 1998           | 1999           | 2000           | 2001           | 2002           | 2003           | 2004           |
| Turnaj                  | 21             | 22             | 23             | 24             | 25             | 26             | 27             | 28             |
| Turnaj                  | pololehká váha | pololehká váha | pololehká váha | pololehká váha | pololehká váha | pololehká váha | pololehká váha | pololehká váha |
| ----------------------- | -------------- | -------------- | -------------- | -------------- | -------------- | -------------- | -------------- | -------------- |
| Olympijské hry          |                |                |                | úč.            |                |                |                | úč.            |
| Mistrovství světa       | úč.            |                | úč.            |                | úč.            |                | úč.            |                |
| Panamerické hry         |                |                | 3.             |                |                |                | 3.             |                |
| Panamerické mistrovství | úč.            | —              | 2.             | 3.             | 5.             | 3.             | 5.             | —              |